# El Hispano (Colorado)
El Hispano es un periódico semanal en español de Colorado (EE. UU.). Se fundó en agosto de 1997. Su contenido está orientado a la comunidad hispana de Colorado, especialmente la mexicana. Su presidente y director general es Roberto Martínez Maestre. La publicación corre a cargo de "EMES Publications, Inc". La agencia informativa es LEMUS (México).
En su página web, se pueden encontrar números anteriormente publicados.

## Distribución
Se realiza los jueves con alrededor de 16.000 copias semanales, distribuidas principalmente en Denver y ciudades anexas. Se distribuye en comercios como Wal-Mart, K-Mart, Super K-Mart, Grocery-Warehouse, Albertons, Avanza, Walgreens, King Soopers. La distribución se realiza a través de "Distribu Tech Trader".

## Secciones
1. Página principal
2. Denver y anexas
3. Apenas ayer
4. Internacional
5. Latinoamérica
6. México
7. Editorial
8. Deportes
9. Espectáculos

Además de noticias, también tiene una sección para insertar anuncios clasificados.